# Konsumtionsbaserade utsläpp
Konsumtionsbaserade utsläpp är utsläpp av växthusgaser som kan knytas till både privat och offentlig konsumtion. Det är ett  av tre sätt att räkna för klimatpåverkande utsläpp och kompletterar de så kallade territoriella utsläppen.

## Utsläppsberäkningar
Territoriella utsläpp inkluderar alla utsläpp som sker inom ett visst geografiskt område, till exempel inom Sveriges gränser medan konsumtionsbaserade utsläpp inkluderar alla utsläppen som orsakas av konsumtion i Sverige och utlandet. Utsläppen från hushållens konsumtion kommer främst från transporter, livsmedel och boende.
Det tredje beräkningssättet produktionsbaserade utsläpp syftar till utsläpp från svenska aktörer. Statistiken inkluderar utsläpp från svenska företag och personer som skett både utanför och innanför Sveriges gränser, och följer samma avgränsning som gäller för nationell ekonomisk statistik – nationalräkenskaperna.

### Beräkning av konsumtionsbaserade utsläpp
Miljöräkenskaperna på Statistiska centralbyrån (SCB)  beräknar de konsumtionsbaserade utsläppen av växthusgaser genom en miljöexpanderad input-outputanalys, en metod som kopplar utsläpp per bransch till konsumtion. Beräkningarna baseras bland annat på officiell statistik om utsläpp och konsumtion och nationalräkenskapernas input-outputtabeller. Sedan korrigeras nivåerna för import och export.
Beräkningarna inkluderar följande fyra växthusgaser;  koldioxid, lustgas, metan och fluorerade växthusgaser. Resultatet presenteras i koldioxidekvivalenter, för att få alla växthusgaser jämförbara med koldioxid.
Konsumtionsbaserade utsläpp av växthusgaser eftersläpar med två år. Det beror på att det tar ungefär två år att sammanställa nationalräkenskaperna vilka används som underlag.
Policy-Relevant Indicators for National Consumption and Environment (PRINCE)
Sedan 2018 SCB gått över till att använda en modell som utvecklades i forskningsprojektet Policy-Relevant Indicators for National Consumption and Environment (PRINCE). Projektet genomfördes av ett konsortium av svenska och europeiska forskningsinstitut. Projektet leddes av SCB och finansierades ur Naturvårdsverkets miljöforskningsanslag. I forskningsteamet ingick Statistiska centralbyrån, Chalmers, Stockholm Environment Institute, KTH, NTNU i Norge samt CML och TNO i Holland.Projektet hade som syfte att analysera potentiell miljöpåverkan kopplad till svensk konsumtion, både i Sverige och utomlands.
Modellen inkluderar att alla andra länder handlar multilateralt (det vill säga att de handlar med varandra), att länder har specifika produktionsstrukturer och specifika utsläppsintensiteter per sektor. Tidigare modell utgick från genomsnittlig utsläppsintensitet.
Prince-projektet använde en internationell databas, Exiobase, som kopplas till Sveriges officiella statistik om national- och miljöräkenskaper.

## Sverige
Under 2020 uppgick Sveriges konsumtionsbaserade utsläpp av växthusgaser till 79 miljoner ton koldioxidekvivalenter,  vilket betyder cirka 8 ton per person och år. Detta kan jämföras med  Världsbankens statistik om territoriella utsläpp som säger att de svenska utsläppen är ca 3,4 ton per och år. Detta beror på att i alla internationella sammanhang räknas ländernas territoriella utsläpp.
Cirka 60 procent av utsläppen kommer från hushållens konsumtion och resterande 40 procent från offentlig konsumtion och investeringar.

### Sveriges globala klimatavtryck
I april 2022 lämnade miljömålsberedningen in sitt delbetänkande "Sveriges globala klimatavtryck" (SOU 2022:15) vilket föreslog att Sverige ska, som första landet i världen, ha ett mål för att minska konsumtionsbaserade utsläpp.  Samtliga åtta riksdagspartier stod bakom förslaget.
Miljömålsberedningen föreslår i betänkandet en ny strecksats i Generationsmålet som visar på den nationella klimatpolitikens samlade effekt på de globala utsläppen.  Förslaget är att Sverige senast 2045 ska ha ett negativt globalt klimatavtryck. Att Sveriges globala klimatavtryck ska vara negativt senast 2045 ska nås genom målen för Sveriges territoriella utsläpp, konsumtionens klimatpåverkan och exportens klimatnytta.

#### Delmål iSveriges globala klimatavtryck
- Mål för konsumtionens klimatpåverkan, inklusive ett långsiktigt mål om att nå nettonollutsläpp till 2045.
- Mål för exportens klimatpåverkan.
- Mål om att inkludera det internationella flygets klimatpåverkan i Sveriges långsiktiga territoriella klimatmål.
- Mål om att inkludera klimatpåverkan från halva sträckan för internationell sjöfart som avgått eller anlöpt svensk hamn, i Sveriges långsiktiga territoriella klimatmål.
- Mål om att inkludera koldioxidutsläpp från inrikes flyg i etappmålet för inrikes transporter till 2030.
- Mål om att utsläpp från offentlig upphandlade varor och tjänster ska minska snabbare än utsläppen från samhället i övrigt. Miljömålsberedningen föreslår även ett paket med styrmedel och åtgärder inom detta område, inklusive ett krav att beakta de nationella klimatmålen i offentlig upphandling.[12]

## Kritik
Konsumtionsbaserade utsläpp har kritiserats för svårigheten att beräkna utsläpp längs hela produktionskedjan. För tillfället eftersläpar Konsumtionsbaserade utsläpp av växthusgaser med två år. Det beror på att det tar ungefär två år att sammanställa nationalräkenskaperna vilka används som underlag. 